# John Osborne
John James Osborne (n. 12 decembrie 1929, Londra, Anglia, Regatul Unit – d. 24 decembrie 1994, Shropshire, Anglia, Regatul Unit) a fost un dramaturg, scenarist și actor englez.
Piesa lui de succes din 1956 Look Back in Anger („Privește înapoi cu mânie”) a fost un moment de răscruce pentru teatrul englez.
A fost căsătorit de cinci ori și a avut o fiică, Nolan, pe care a dat-o afară din casă la vârsta de 17 ani iar după aceea nu a mai avut nici un contact cu ea.

## Opere complete
| Titlu                            | Mediul                      | Prima înscenare | Note                                                              |
| -------------------------------- | --------------------------- | --------------- | ----------------------------------------------------------------- |
| The Devil Inside                 | Teatru                      | 1950            | cu Stella Linden                                                  |
| The Great Bear                   | Teatru                      | 1951            | vers alb, neînscenat                                              |
| Personal Enemy                   | Teatru                      | 1955            | cu Anthony Creighton                                              |
| Privește înapoi cu mânie         | Look Back in Anger (teatru) | 1956            |                                                                   |
| The Entertainer                  | Teatru                      | 1957            |                                                                   |
| Epitaph for George Dillon        | Teatru                      | 1958            | cu Anthony Creighton                                              |
| The World Of Paul Slickey        | Teatru                      | 1959            |                                                                   |
| A Subject Of Scandal And Concern | TV                          | 1960            |                                                                   |
| Luther                           | Teatru                      | 1961            |                                                                   |
| Plays for England                | Teatru                      | 1962            |                                                                   |
| The Blood of the Bambergs        |                             |                 |                                                                   |
| Under Plain Cover                |                             |                 |                                                                   |
| Tom Jones                        | Scenariu                    | 1963            |                                                                   |
| Inadmissible Evidence            | Teatru                      | 1964            |                                                                   |
| A Patriot For Me                 | Teatru                      | 1965            |                                                                   |
| A Bond Honoured                  | Teatru                      | 1966            | Adaptare într-un act după La fianza satisfecha a lui Lope de Vega |
| The Hotel In Amsterdam           | Teatru                      | 1968            |                                                                   |
| Time Present                     | Teatru                      | 1968            |                                                                   |
| The Charge of the Light Brigade  | Scenariu                    | 1968            |                                                                   |
| The Right Prospectus             | TV                          | 1970            |                                                                   |
| West Of Suez                     | Teatru                      | 1971            |                                                                   |
| A Sense Of Detachment            | Teatru                      | 1972            |                                                                   |
| The Gift Of Friendship           | TV                          | 1972            |                                                                   |
| Hedda Gabler                     | Teatru                      | 1972            | adaptare după Ibsen                                               |
| A Place Calling Itself Rome      | Teatru                      | 1973            | adaptare după Coriolanus de Shakespeare, neînscenat               |
| Ms, Or Jill And Jack             | TV                          | 1974            |                                                                   |
| The End Of Me Old Cigar          | Teatru                      | 1975            |                                                                   |
| The Picture Of Dorian Gray       | Teatru                      | 1975            | adaptare după Oscar Wilde                                         |
| Almost A Vision                  | TV                          | 1976            |                                                                   |
| Watch It Come Down               | Teatru                      | 1976            |                                                                   |
| Try A Little Tenderness          | Teatru                      | 1978            | neînscenat                                                        |
| Very Like A Whale                | TV                          | 1980            |                                                                   |
| You're Not Watching Me, Mummy    | TV                          | 1980            |                                                                   |
| A Better Class of Person         | Carte                       | 1981            | autobiografie volumul I                                           |
| A Better Class of Person         | TV                          | 1985            |                                                                   |
| God Rot Tunbridge Wells          | TV                          | 1985            |                                                                   |
| The Father                       | Teatru                      | 1989            | adaptare după Strindberg                                          |
| Almost a Gentleman               | Carte                       | 1991            | autobiografie volumul II                                          |
| Déjàvu                           | Teatru                      | 1992            |                                                                   |